# Chicuaco
Chicuaco är en ort i Mexiko.   Den ligger i kommunen Tlatlauquitepec och delstaten Puebla, i den sydöstra delen av landet, 180 km öster om huvudstaden Mexico City. Chicuaco ligger 1 252 meter över havet och antalet invånare är 493.
Terrängen runt Chicuaco är varierad. Runt Chicuaco är det ganska tätbefolkat, med 199 invånare per kvadratkilometer. Närmaste större samhälle är Teziutlan, 18,2 km sydost om Chicuaco. I omgivningarna runt Chicuaco växer huvudsakligen savannskog.